# 富山城南病院
富山城南病院（とやまじょうなんびょういん）は、富山県富山市にある医療法人社団城南会が運営する病院である。

## 概要
2024年（令和6年）3月3日、老朽化していた富山城南温泉病院、富山城南温泉第二病院、城南内科クリニックの機能を集約して開設され、同年3月4日に開院した。総工費は約39億円。同日には近くの城南内科クリニック2階にて、長期療養向けの『城南内科介護医療院』も開院している。
敷地面積5,208.50 m2の敷地に建設された病棟は鉄骨造り4階建て、延床面積は約9,260 m2（届出総面積は7,666.86 m2）。診療科目は内科と歯科で、2階および3階に入院病床（医療療養病床）、4階に介護医療院54床、人工透析70台などを備えている。
長期療養が必要な慢性期の高齢者を受け入れるとともに、今後は在宅介護サービスにも対応するとしている。また、既存の城南会の各施設や地域包括支援センターとも連携する他、同年夏頃までには訪問看護や訪問診療も展開するとしている。

## アクセス
富山地方鉄道バス『太郎丸口』停 および『花園町』停より徒歩3分。